# Walküre

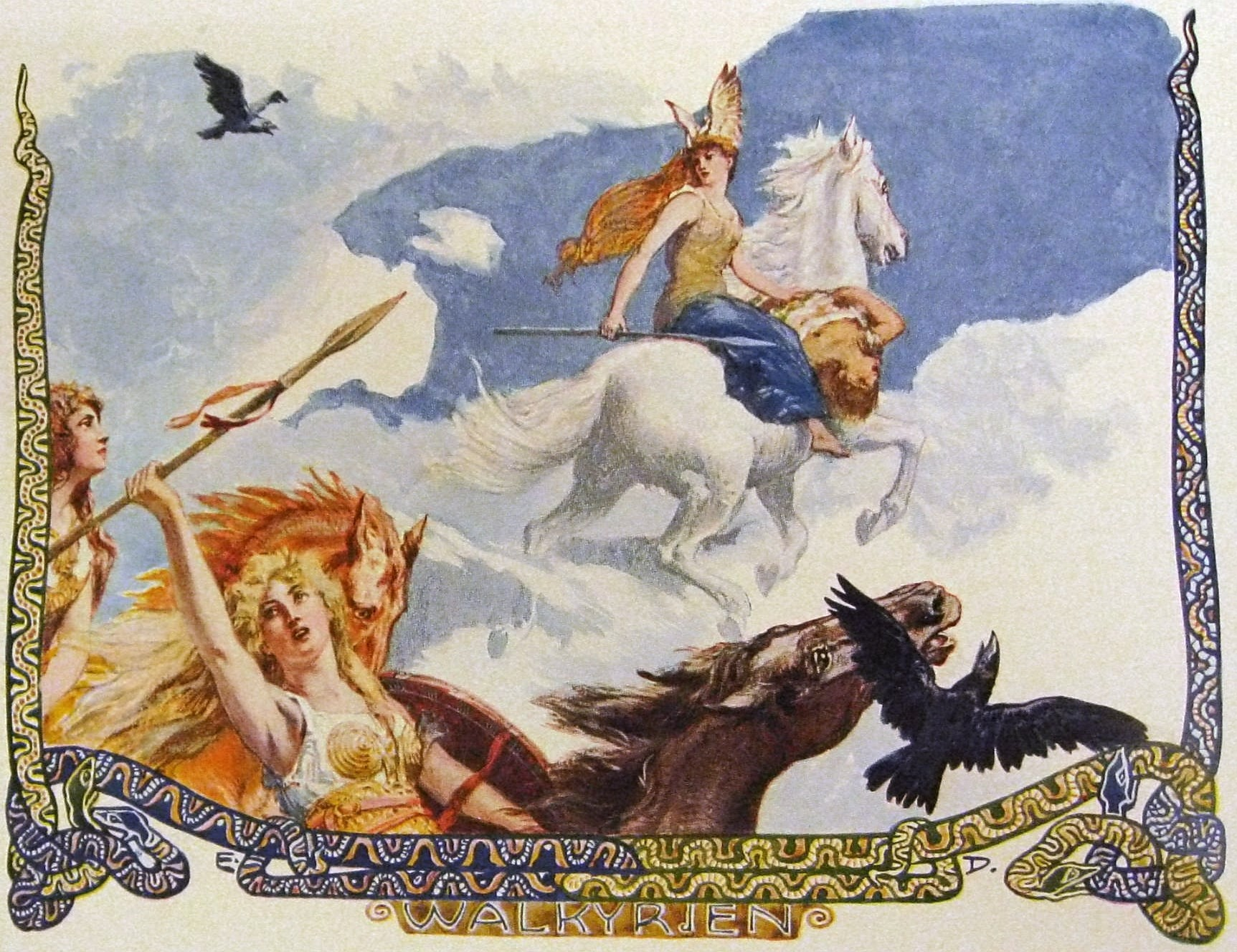
Walküren (Zeichnung von Emil Doepler, 1905)

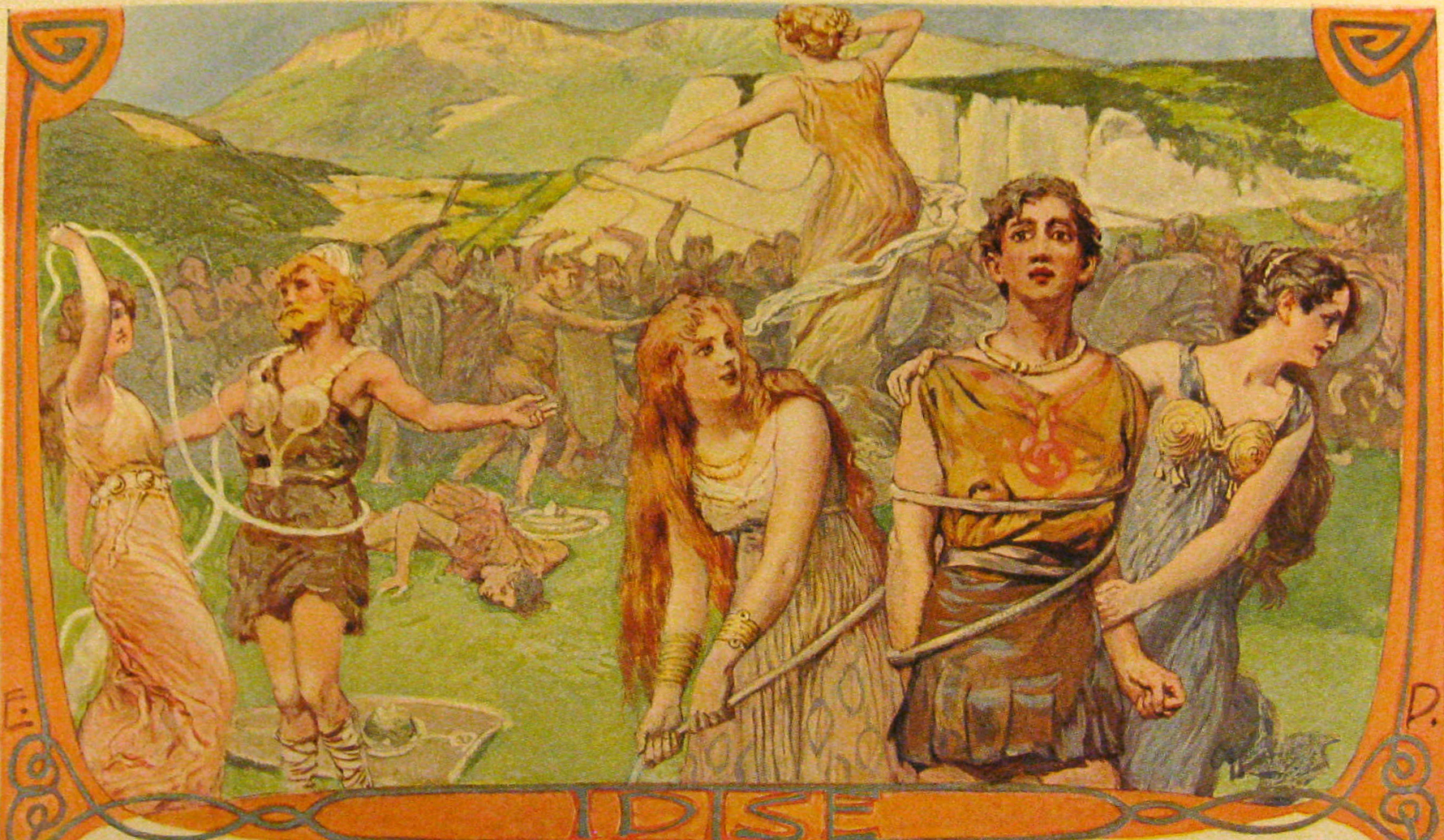
Idisen, die entweder den Krieger binden oder befreien

Eine Walküre (Aussprache [valˈkyːrə], anhörenⓘ, auch [ˈvalkyːrə]), auch Schlacht- oder Schildjungfer, ist in der nordischen Mythologie ein weibliches Geistwesen aus dem Gefolge des Göttervaters Odin (Wodan). Die Walküren stehen durch die Möglichkeit der Schicksalsfügung in Beziehung zu den Nornen, Fylgien und Disen. Sie wählen auf dem Schlachtfeld verstorbene Einherjer („ehrenvoll Gefallene“) aus, um sie nach Walhall zu führen. In manchen Mythen sind sie auch als Töchter Odins bekannt.

## Etymologie
Der Name Walküre ist eine moderne Entlehnung aus dem Altnordischen. Das altnordische Wort lautet valkyrja, Mehrzahl valkyrjar. Es stammt von den altnordischen Wörtern valr („die auf dem Schlachtfeld liegenden Leichen“) und kjósa („wählen“) ab. Das altnordische kjósa ist verwandt mit dem deutschen kiesen (Part. Perf. gekoren); valkyrja wird denn auch mit Totenkieserin übersetzt. Der altenglische Begriff lautet wælcyrge.
Ihr Erscheinen galt in Nord- und Mitteleuropa noch jahrhundertelang als todkündend. Als „Geistwesen“ bedeuteten sie dem Krieger früherer Zeiten ihre Eigenschaft als „Todesengel“, der den Menschen in die Welt seiner Ahnen geleitete.

## Aussprache
Das Deutsche Aussprachewörterbuch von 2009 gibt die Aussprachen [valkˈy:ʁə] oder [vˈalky:ʁə] an. Die Deutsche Bühnenaussprache weist in ihrer zehnten Auflage von 1912 darauf hin: „Wā́lküre wird jetzt (seit Richard Wagner) zumeist mit langem ā gesprochen, während als ältere Form Walkǖ́re (walkǖ́renhaft) üblich war.“ So gibt denn auch die neunzehnte Auflage 1969 als mögliche Aussprachen [vɑl'ky:rə] und ['vɑlky:rə] sowie für Richard Wagner ['vɑ:lky:rə] an.

## Namen und Anzahl der Walküren
Im Helgakviða Hjörvarðssonar wird die Zahl der Walküren mit neun angegeben, im Darraðarljóð mit zwölf. Tatsächlich dürfte die Anzahl im Volksglauben unbegrenzt gewesen sein.
Im Lied Grímnismál (Strophe 36) werden dreizehn Namen genannt von Walküren, die in Valhöll (Walhall) Bier ausschenken: Hrist, Mist, Skeggjöld, Skögull, Hildr, Þrúðr, Hlökk, Herfjötur, Göll, Geirölul (Geirrömul, Geirahöd), Randgríðr, Radgríðr und Reginleif. Das Darraðarljóð nennt außerdem: Göndul, Guðr (Gunnr), Hjörþrimul, Sanngríðr und Svipul. Die Þulur (Thulur) nennen zusätzlich: Herja, Geiravör, Skuld, Geirönul, Randgníð, Geirskögul, Hrund, Geirdriful, Randgríðr, Sveið, Þögn, Hjalmþrimul, Þrima, Skalmöld. In Heldenliedern kommen noch die Namen Sigrún, Kára, Sváfa und Brynhildr vor.
Die meisten Walkürennamen sind sprechende Namen, die auf die kriegerische Funktion der Trägerin hinweisen. Kaum einer dürfte besonders alt sein: die meisten entstammen eher der Kreativität der Dichter als dem Volksglauben.

## Herkunft der Walküren
Die Walküren waren ursprünglich wahrscheinlich Totendämonen, denen die Krieger zufielen, die auf dem Schlachtfeld gefallen waren. Allmählich änderte sich die Vorstellung von Valhöll (Walhall): Anfangs war Valhöll das mit Leichen übersäte Schlachtfeld, von dem die Totendämonen (Walküren) die Gefallenen zu einem Totengott führen. Später malte man sich Valhöll als Óðinns Festhalle aus. Parallel dazu veränderten sich auch die Walküren von Totendämonen zu irdischen Kriegerinnen mit menschlichen Zügen, die sich auch in Krieger verlieben können, wie die Walküre Sigrdrífa in den Sigrdrífumál oder Sváfa im Helgakviða Hjörvarðssonar.

## Mythologische Bezüge
Die Wikinger sahen in Polarlichtern, oder treffender den „Nordlys“, ein Zeichen für die Anwesenheit von Walküren auf der Erde und dafür, dass irgendwo auf Midgard eine große Schlacht geschlagen worden war. Im Glauben der Menschen waren es die Walküren, die nach einem erfolgreichen Gefecht durch das Firmament ritten und die heldenhaftesten Kämpfer dazu auserwählten, als Einherjer an Odins Tafel speisen zu dürfen. In der Vorstellungskraft spiegelte sich dabei das Licht des Mondes in ihren blanken Rüstungen und war die Erklärung für das Farbenspiel am nächtlichen Himmel.

## Frühmittelalterliche Darstellung

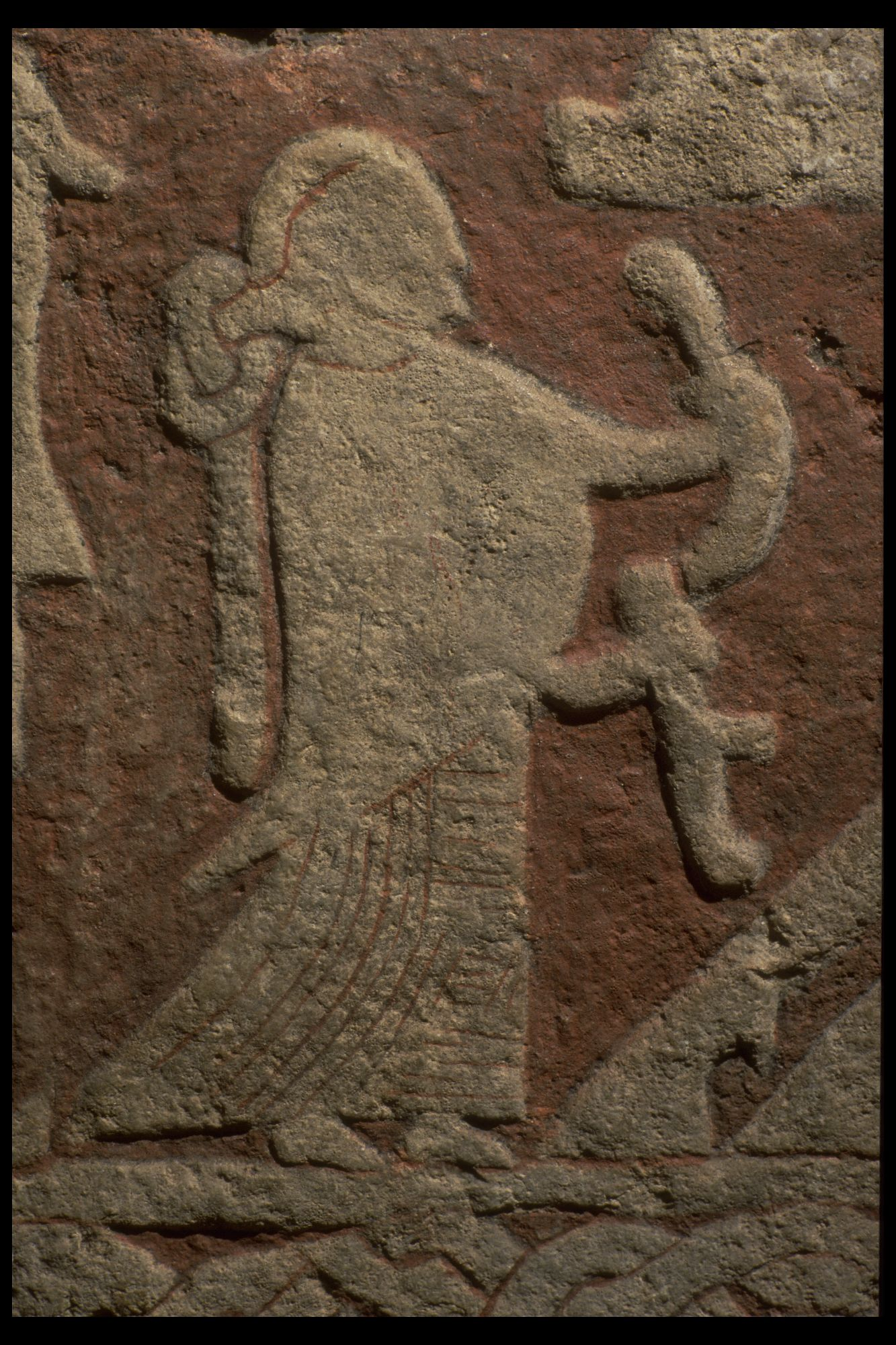
Walküre vom Bildstein von Tjängvide, Gotland

Das Runenkästchen von Auzon (Franks Casket, 7. Jahrhundert) stellt mit seiner Bilderfolge das Auftreten der Fylgja oder Walküre anschaulich dar: Auf dem Magierbild (Geburt) tritt sie als Wasservogel (Schwan?) an die Stelle des Engels. Im Wielandbild daneben erscheint sie – hier das Schwanenmädchen als Gefährtin und Helferin – verborgen zwischen zwei floralen Symbolen (Runen), welche die Walküre kennzeichnen. Dass dieses Zeichen dem Abdruck eines Vogelfußes gleicht, wird kaum ein Zufall sein. Auf dem Bild von Romulus und Remus scheinen mit den zwei Wölfen deren Fylgien dargestellt zu sein. Auf der Rückseite, dem Titusbild, finden sich unter einer Arkade drei Tierpaare (vermutlich Pferd, Wolf und Rabe), während das Kennzeichen der Walküre über dem Bogen der Arkade angebracht ist. Diese Tiere stehen in Verbindung mit Wotan/Odin und der Walstatt. Die Darstellung auf der rechten Seite zeigt einen Krieger, der seiner Walküre begegnet und dann im Grab von ihr aufgesucht wird. Wie bei entsprechenden Darstellungen auf gotländischen Bildsteinen kennzeichnen zwei Valknutr oder Odinsknoten das Pferd am Grab, vermutlich Wotan/Odins Sleipnir. Das Deckelbild schließlich zeigt einen Bogenschützen Ægil (vielleicht der Wielanbruder und ebenfalls mit einem Schwanenmädchen liiert), hinter ihm, unter einem Bogen, eine Kampfhelferin, die ihm Pfeile zureicht. Hierbei wird es sich um die Verteidigung Walhalls (was auch hier die valknutr nahelegen) gegen die Reifriesen handeln – das Bildprogramm versucht nach dieser Deutung über die Fylgien bzw. Walküren den Lebenslauf eines hochgestellten Menschen von seiner Geburt bis hin zum Leben in Wotan/Odins Halle zu lenken.

## Deutsche Romantik (Richard Wagner)

Die Nachtwache der Walküre (gemalt von Edward Robert Hughes)

Den Sagenstoff verarbeitete im 19. Jahrhundert der deutsche Komponist Richard Wagner in seinem vierteiligen Zyklus Der Ring des Nibelungen (1848–1874), vor allem im „Ersten Tag“ dieser Tetralogie unter dem Titel Die Walküre. Bei Wagner sind die Walküren neun Schwestern, alles Töchter des Gottes Wotan mit verschiedenen Frauen. Neben Brünnhilde, dem Kind von Wotan und Erda, treten hier acht weitere Walküren auf, deren Namen von Wagner frei erfunden sind, bis auf Siegrune (von Sigrún). Die anderen heißen Waltraute, Ortlinde, Roßweiße, Schwertleite, Gerhilde, Grimgerde und Helmwige.

## Sonstiges
Der Markenname des französischen Streichkäses La vache qui rit geht auf einen Malapropismus des Worts Walküre zurück.
Die Widerstandskämpfer um Claus Schenk Graf von Stauffenberg bezeichneten ihren geplanten Umsturzversuch im Jahr 1944 als Operation Walküre. Ursprünglich handelte es sich dabei um einen Plan der Wehrmacht zur Unterdrückung potentieller Aufstände gegen den Nationalsozialismus.
Der im Auftrag der US-amerikanischen Air Force in den späten 1950er- und frühen 1960er-Jahren entwickelte strategische Bomber North American XB-70 trug den Beinamen Valkyrie, das englische Wort für Walküre.
Honda veröffentlichte 1997 ein Motorrad, was in Deutschland F6C genannt wurde, aber auf dem US-Markt als Valkyrie verkauft wurde.
Der Sportwagen Aston Martin Valkyrie aus dem Jahr 2021 wurde ebenfalls nach den Walküren benannt.